# ゲンドゥン・チューキ・ニマ
ゲンドゥン・チューキ・ニマ (དགེ་འདུན་ཆོས་ཀྱི་ཉི་མ་, 1989年4月25日 - ) は、ガンデンポタン認定のパンチェン・ラマ11世・テンジン・ゲンドゥン・イェシェー・ティンレー・プンツォク・ペルサンポとなった、中国チベット自治区ラリ県出身の青年である。

## 生い立ち

### 2人のパンチェン・ラマ問題

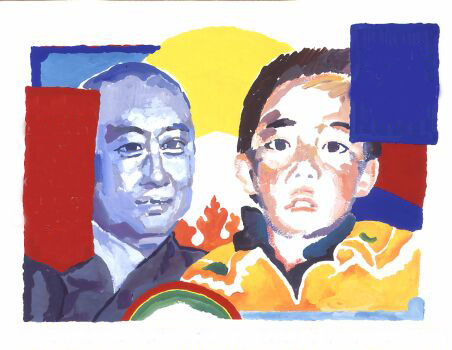
パンチェン・ラマ10世と11世。クロード・マックス・ロシュ 画。

1989年1月28日にチベット自治区でパンチェン・ラマ10世が死亡した後に、ダライ・ラマ14世とチベット亡命政府はパンチェン・ラマ10世の転生霊童の探索を始め、1995年5月14日に当時6歳であったニマ少年というチベット族の男児をパンチェン・ラマ10世の転生霊童として認定をし、中華人民共和国に先駆けて発表した。
しかしながら、中華人民共和国はチベット亡命政府の転生者認定を承認せず、チベット亡命政府とは別に転生霊童を探索した。ダライ・ラマ14世による新パンチェン・ラマ認定布告後の3日後に、ニマ少年は両親とともに失踪。当初、中国当局はニマ少年と両親の失踪との関わりを否定していたが、翌1996年5月28日に中国政府は「ニマ少年を保護する目的」で連行したことを認めた。中国政府は「ニマ少年は両親の要請に基づいて政府が保護している。ニマ少年は分裂主義者によって連れ去られる恐れがあり、身の安全が脅かされている」と保護の理由を説明している。連行から現在まで、外国の報道機関や人権団体など第三者がニマ少年（や両親）と面会することは中国政府に許されていないため、ニマ少年の安否に関して確実な情報が出ていない。
現在のニマ少年とその家族の消息については、個人情報保護を理由に中国政府は長らく公表していなかったが、2020年5月になって「現在31歳のニマは大学を卒業し就職している」と発表したものの、詳細については本人と家族が望んでいないとして拒んだ。ニマ少年の写真は1枚しか残っていない。連行当時、人権団体の中にはニマ少年を“世界最年少の政治犯”と認定していた団体も存在する。
2010年3月7日、中華人民共和国チベット自治区の主席ペマ・ティンレーは記者会見で、パンチェン・ラマ11世ゲンドゥン・チューキ・ニマの資格を否定する中国政府の主張を繰り返すとともに、現在のゲンドゥン・チューキ・ニマは一般市民として生活しており、その兄弟は大学に進学したり就職していると述べた。これは、ゲンドゥン・チューキ・ニマは仏教指導者ではないと主張する意だと解されている。
なお、歴代のパンチェン・ラマが座主を務めてきたチベット自治区シガツェ市のタシルンポ寺には、現在は中華人民共和国によって認定された対立パンチェン・ラマ11世ギェンツェン・ノルブが住んでいる。そのため、パンチェン・ラマ11世が二人存在する問題が発生している（パンチェン・ラマ11世問題）。

### ニマ少年の政治的背景
代々パンチェン・ラマはダライ・ラマの転生者の認定に大きな影響力を持つ。現在のダライ・ラマ14世は、1949年から始まった中国人民解放軍によるチベット侵攻・併合後、1959年にインド北部へ亡命して亡命政府を樹立している。彼はチベット人の精神的指導者のみならず、政治的指導者としても多大な影響力を持っているが、このチベット問題における最重要人物の転生者を認定に、パンチェン・ラマ11世が大きな影響を及ぼす。ゆえに、事は一宗教の高僧の転生の話に留まらない。
新パンチェン・ラマの存在は、中国政府にとっては中華人民共和国チベット自治区における政治主導権を保持することにつながり、一方のダライ・ラマ14世側にとっても重要となる。2人のパンチェン・ラマの存在には、チベット問題という政治的背景がある。

## ニマをモデルとしたフィクション
- さいとう・たかを『ゴルゴ13』第353話「白龍昇り立つ」 - 「パンチェン・ラマ11世問題」をテーマとした劇画。登場する「ラモン」という少年が、ゲンドゥン・チューキ・ニマをモデルとしている。物語中ではラモン少年は、中国当局の拷問にも耐え、地獄にも例えられる厳寒のヒマラヤ山脈越えにも黙々と足を進め、追跡する中国山岳部隊のリーダーにも舌を巻かせるほどの精神力の持ち主として描かれている。また、同作のスピンオフシリーズ2『Gの遺伝子 少女ファネット』第2話「THIRD EYE」では、ネパールに亡命した青年僧として再登場、真のパンチェン・ラマを自覚しており、ゴルゴへの謝礼を兼ねて主人公をサポートしている。

## 脚註
1. ↑  ダライ・ラマ法王日本代表部事務所パンチェン・ラマ11世発見の法王声明/1995年5月14日
2. ↑  Xizang-zhiye April 27, 2005
3. ↑  25年前に失踪したパンチェン・ラマ、「大学卒業して就職」と中国外務省
4. ↑  2010年3月8日付「産経ニュース」